# Rachael Karker
Rachael Karker (Guelph, 9 september 1997) is een Canadese freestyleskiester, gespecialiseerd op het onderdeel halfpipe.

## Carrière
Bij haar wereldbekerdebuut, in augustus 2015 in Cardrona, scoorde Karker direct wereldbekerpunten. In januari 2018 behaalde ze in Snowmass haar eerste toptienklassering in een wereldbekerwedstrijd. In december 2018 stond de Canadese in Secret Garden voor de eerste maal in haar carrière op het podium van een wereldbekerwedstrijd. Op de wereldkampioenschappen freestyleskiën 2019 in Park City eindigde Karker als vierde in de halfpipe.

## Resultaten

### Wereldkampioenschappen
| Jaar | Plaats    | Resultaten  |
| ---- | --------- | ----------- |
| 2019 | Park City | 4e Halfpipe |

### Wereldbeker
Eindklasseringen
| Seizoen   | Algm | HP     |
| --------- | ---- | ------ |
| 2015/2016 | 113e | 20e    |
| 2016/2017 | 172e | 35e    |
| 2017/2018 | 71e  | 14e    |
| 2018/2019 | 13e  | Zilver |
| 2019/2020 | 8e   | Zilver |